# Comuna Băgaciu, Mureș
Băgaciu (în maghiară: Szászbogács, în germană: Bogeschdorf) este o comună în județul Mureș, Transilvania, România, formată din satele Băgaciu (reședința) și Deleni.

## Demografie
Componența etnică a comunei Băgaciu
     Romi (47,92%)
     Români (25,45%)
     Maghiari (21,87%)
     Alte etnii (4,76%)
Componența confesională a comunei Băgaciu
     Ortodocși (64,04%)
     Unitarieni (20,1%)
     Adventiști (4,8%)
     Creștini după evanghelie (2,4%)
     Reformați (1,3%)
     Alte religii (2,4%)
     Necunoscută (4,96%)
Conform recensământului efectuat în 2021, populația comunei Băgaciu se ridică la 2.542 de locuitori, în creștere față de recensământul anterior din 2011, când fuseseră înregistrați 2.474 de locuitori. Cei mai mulți locuitori sunt romi (47,92%), cu minorități de români (25,45%) și maghiari (21,87%). Din punct de vedere confesional, majoritatea locuitorilor sunt ortodocși (64,04%), cu minorități de unitarieni (20,1%), adventiști (4,8%), creștini după evanghelie (2,4%) și reformați (1,3%), iar pentru 4,96% nu se cunoaște apartenența confesională.

## Politică și administrație
Comuna Băgaciu este administrată de un primar și un consiliu local compus din 11 consilieri. Primarul, Ioan Aldea[*], de la Partidul Social Democrat, este în funcție din 2000. Începând cu alegerile locale din 2024, consiliul local are următoarea componență pe partide politice:
|  | Partid                                 | Consilieri | Componența Consiliului | Componența Consiliului | Componența Consiliului | Componența Consiliului |
|  | -------------------------------------- | ---------- | ---------------------- | ---------------------- | ---------------------- | ---------------------- |
|  | Partidul Social Democrat               | 4          |                        |                        |                        |                        |
|  | Partida Romilor „Pro Europa”           | 2          |                        |                        |                        |                        |
|  | Uniunea Democrată Maghiară din România | 2          |                        |                        |                        |                        |
|  | Partidul Național Liberal              | 1          |                        |                        |                        |                        |
|  | Alianța Dreapta Unită                  | 1          |                        |                        |                        |                        |
|  | Balazs Iosif-Attila                    | 1          |                        |                        |                        |                        |